# کیبلتاون (ویرجینیای غربی)
کیبلتاون (به انگلیسی: Kabletown) یک منطقهٔ مسکونی در ایالات متحده آمریکا است که در شهرستان جفرسون، ویرجینیای غربی واقع شده‌است.